# Альвера, Элеонора
Элеоно́ра Альве́ра (итал. Eleonora Alverà; род. 26 ноября 1982, Кортина-д’Ампеццо, Венеция) — итальянская кёрлингистка, запасная женской сборной Италии на зимних Олимпийских играх 2006.

## Карьера
На международной арене на Олимпийских играх, чемпионатах мира и чемпионатах Европы сыграла 41 матч в составе женской сборной Италии и 8 матчей в составе женской юниорской сборной Италии.

## Достижения
- Чемпионат Италии по кёрлингу среди женщин: золото (2010).

## Команды
| Сезон   | Четвёртый          | Третий            | Второй            | Первый            | Запасной          | Тренер                                           | Турниры                               |
| ------- | ------------------ | ----------------- | ----------------- | ----------------- | ----------------- | ------------------------------------------------ | ------------------------------------- |
| 1999—00 | Джулия Лачеделли   | Виолетта Кальдарт | Элеонора Альвера  | Isabella Colle    | Erica de Salvador | Антонио Менарди                                  | ЧЕ 1999 (10 место)                    |
| 2000—01 | Элеонора Альвера   | Isabella Colle    | Erica de Salvador | Silvia Barbato    | Lucrezia Ferrando | Родгер Густаф Шмидт, Антонио Менарди             | ЧЕ 2000 (12 место)                    |
| 2001—02 | Диана Гаспари      | Роза Помпанин     | Арианна Лоренци   | Элеонора Альвера  | Lucrezia Ferrando | Родгер Густаф Шмидт                              | ЧМЮ 2002 (4 место)                    |
| 2004—05 | Диана Гаспари      | Джулия Лачеделли  | Роза Помпанин     | Виолетта Кальдарт | Элеонора Альвера  | Роберто Лачеделли (ЧЕ), Родгер Густаф Шмидт (ЧМ) | ЧЕ 2004 (6 место) ЧМ 2005 (11 место)  |
| 2005—06 | Диана Гаспари      | Джулия Лачеделли  | Роза Помпанин     | Виолетта Кальдарт | Элеонора Альвера  | Родгер Густаф Шмидт, Роберто Лачеделли           | ЧЕ 2005 (6 место) ЗОИ 2006 (10 место) |
| 2005—06 | Диана Гаспари      | Джулия Лачеделли  | Элеонора Альвера  | Виолетта Кальдарт | Арианна Лоренци   | Родгер Густаф Шмидт                              | ЧМ 2006 (9 место)                     |
| 2009—10 | Джорджия Аполлонио | Элеонора Альвера  | Клаудия Альвера   | Элеттра Де Коль   | Georgia De Lotto  |                                                  | ЧЕ 2009 (9 место)                     |

(скипы выделены полужирным шрифтом)

## Частная жизнь
Из семьи кёрлингистов. Её отец — Фабио Альвера, кёрлингист и тренер, так же, как и Элеонора, участвовал в зимних Олимпийских играх 2006 года, только в составе мужской команды Италии. Сестра отца — Клаудия Альвера, неоднократная чемпионка Италии (Элеонора и Клаудия играли в одной женской команде на чемпионате Европы 2009). Брат — кёрлингист Альберто Альвера.